# Kajetan Olszewski

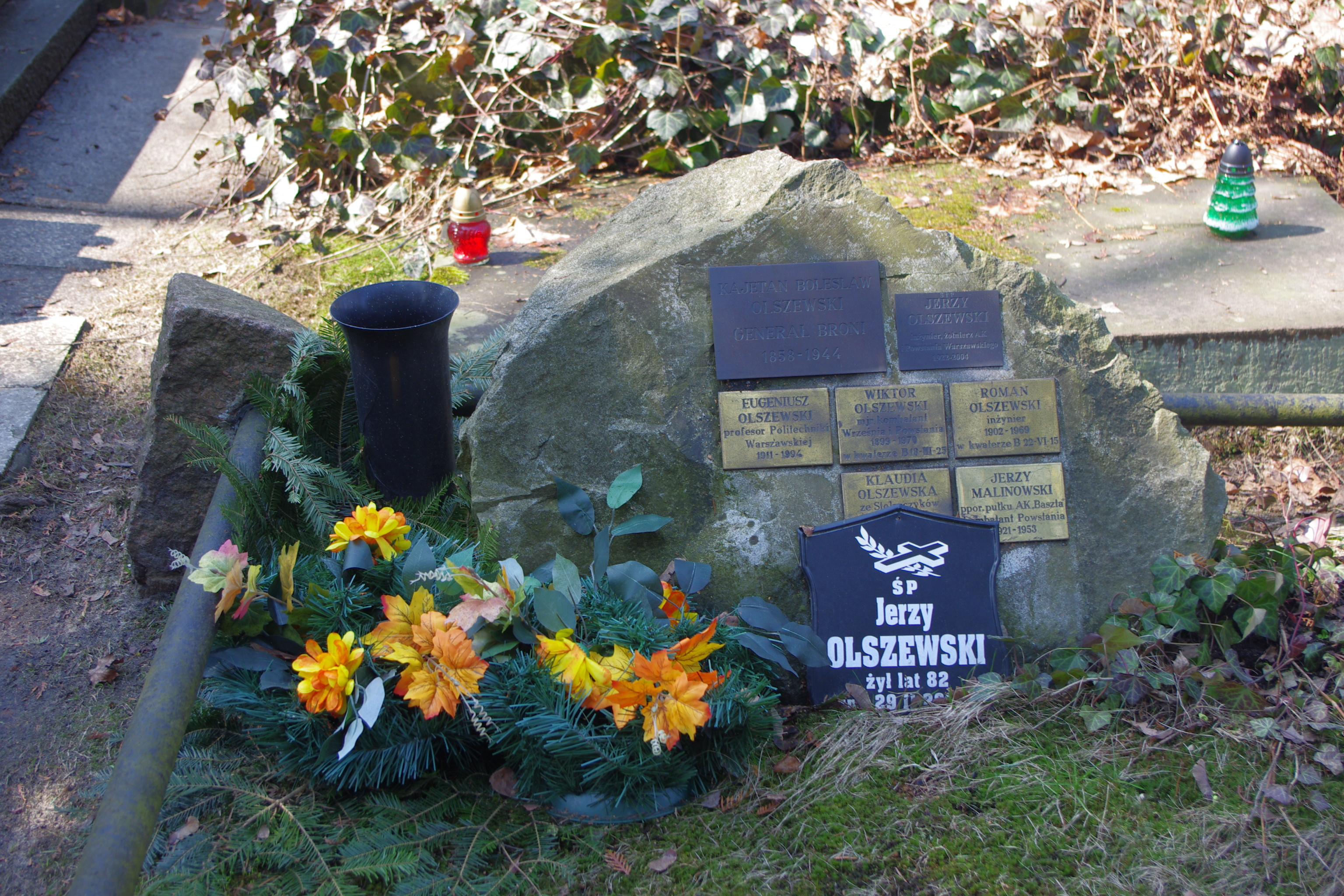
Grób prof. Eugeniusza Olszewskiego (1911–1994) i gen. Kajetana Bolesława Olszewskiego (1858–1944) na Cmentarzu Wojskowym na Powązkach w Warszawie

Kajetan Bolesław Olszewski (ur. 7 sierpnia 1858 w Kolnie, zm. 20 sierpnia 1944 w Warszawie) – tytularny generał broni Wojska Polskiego.

## Życiorys
Urodził się 7 sierpnia 1858 w Kolnie, w rodzinie Władysława i Teofili z Godlewskich. Ukończył gimnazjum klasyczne w Suwałkach, szkołę oficerską w Warszawie i Szkołę Strzelecką Oficerów Sztabowych w Petersburgu. Od 1879 oficer zawodowy rosyjskiej piechoty. Jako dowódca pułku walczył w wojnie rosyjsko-japońskiej 1904–1905. W I wojnie światowej dowódca brygady piechoty. Generał major z 1914. Odznaczył się w bitwie pod Zelwą. W okresie wrzesień 1916 – marzec 1917 dowódca Brygady Strzelców Polskich przy armii rosyjskiej. Po tym dowodził 153 Dywizją Piechoty.
Po rewolucji 1917 przeszedł do Polski. Jako generał podporucznik armii rosyjskiej reskryptem Rady Regencyjnej z 31 października 1918 roku został przydzielony do podległego jej Wojska Polskiego z zatwierdzeniem posiadanego stopnia. Do 29 listopada 1918 inspektor generalny Wojska Polskiego na Lubelszczyźnie. 28 listopada 1918 – 28 lipca 1919 dowódca Okręgu Generalnego „Kielce” – na tym stanowisku mianowany generałem podporucznikiem. 28 lipca 1919 – 14 lutego 1921 dowódca Okręgu Generalnego „Łódź”. Od 14 lutego 1921 w stanie spoczynku, w stopniu generała porucznika, ale pozostaje zatrzymany w służbie czynnej, jako przewodniczący Centralnej Komisji Kontroli Stanów, a od lipca tego roku przewodniczący Komisji Weryfikacyjnej, a potem Komisji Likwidacyjnej dla Spraw Weryfikacji. W okresie od sierpnia 1921 do sierpnia 1927 zasiadał w składzie Kapituły Orderu „Odrodzenia Polski”. 26 października 1923 Prezydent RP Stanisław Wojciechowski zatwierdził go w stopniu tytularnego generała broni. Z dniem 27 sierpnia 1924 Minister Spraw Wojskowych zwolnił go z czynnej służby wojskowej. Do lutego 1925 pełnił funkcję wojewody wołyńskiego. Później osiadł w Warszawie.
Zmarł podczas powstania warszawskiego. Pochowany razem z żołnierzami pułku AK „Baszta” w Alei Niepodległości. W 1945 ekshumowany i pochowany na Cmentarzu Wojskowym na Powązkach w Warszawie (kwatera A14-6-4/5).
Jego żona Zofia z Tomaszewiczów (1877–1932), z którą miał czterech synów, była odznaczona Krzyżem Pro Ecclesia et Pontifice.

## Ordery i odznaczenia
- Krzyż Komandorski z Gwiazdą Orderu Odrodzenia Polski (2 maja 1923)[10][11]
- Krzyż Komandorski Orderu Odrodzenia Polski (29 grudnia 1921)[12][13][14]
- Krzyż Oficerski Orderu Odrodzenia Polski (13 lipca 1921)[15][16][17]
- Krzyż Walecznych (1923)[18]
- Medal Pamiątkowy za Wojnę 1918–1921[1]
- Medal Dziesięciolecia Odzyskanej Niepodległości[1]
- Krzyż Komandorski Orderu Legii Honorowej (Francja, 8 września 1925)[19]
- Krzyż Komandorski z Gwiazdą Orderu NMP Łaskawej[1]